# Formule de Kubo
La formule de Kubo, du nom de Ryogo Kubo, qui est le premier à avoir écrit cette formule en 1957,, est une équation qui exprime la réponse linéaire d'une observable à une perturbation dépendante du temps.
Parmi les nombreuses applications de la formule de Kubo, on peut citer le calcul des probabilités de charge et de spin de systèmes d'électrons en réponse à l'application d'un champ électromagnétique, ou encore la réponse à des forces extérieures et des vibrations.

## Formule de Kubo générale
On considère un système quantique décrit par l'hamiltonien (dépendant du temps) {\displaystyle H_{0}}. La valeur moyenne d'une quantité physique observable, décrite elle-même par un opérateur {\displaystyle {\hat {A}}}, se calcule par la formule suivante :
{\displaystyle {\begin{aligned}\left\langle {\hat {A}}\right\rangle &={1 \over Z_{0}}\operatorname {Tr} \,\left[{\hat {\rho _{0}}}{\hat {A}}\right]={1 \over Z_{0}}\sum _{n}\left\langle n\left|{\hat {A}}\right|n\right\rangle e^{-\beta E_{n}}\\{\hat {\rho _{0}}}&=e^{-\beta {\hat {H}}_{0}}=\sum _{n}|n\rangle \langle n|e^{-\beta E_{n}}\end{aligned}}}
où {\displaystyle Z_{0}=\operatorname {Tr} \,\left[{\hat {\rho }}_{0}\right]} est la fonction de partition. On suppose alors qu'on applique une perturbation extérieure au système juste après le temps {\displaystyle t=t_{0}}. La perturbation se traduit par un terme dépendant du temps supplémentaire dans l'hamiltonien : {\displaystyle {\hat {H}}(t)={\hat {H}}_{0}+{\hat {V}}(t)\theta (t-t_{0}),} où {\displaystyle \theta (t)} est la fonction de Heaviside (valant 1 aux temps positifs, et 0 sinon) et {\displaystyle {\hat {V}}(t)} est hermitien et défini pour tout t, de sorte que le spectre de {\displaystyle {\hat {H}}(t)} soit composé de valeurs propres réelles {\displaystyle E_{n}(t)} pour les temps {\displaystyle \;t-t_{0}>0\;} : ces valeurs propres dépendent également du temps.
On doit alors trouver l'évolution de la matrice densité {\displaystyle {\hat {\rho }}(t)} et de la fonction de partition {\displaystyle Z(t)=\operatorname {Tr} \,\left[{\hat {\rho }}(t)\right],} afin d'évaluer la valeur moyenne {\displaystyle \left\langle {\hat {A}}\right\rangle =\operatorname {Tr} \,\left[\rho (t)\,{\hat {A}}\right]/\operatorname {Tr} \,\left[{\hat {\rho }}(t)\right].}
La dépendance temporelle des états {\displaystyle |n(t)\rangle } est décrite par l'équation de Schrödinger {\displaystyle i\partial _{t}|n(t)\rangle ={\hat {H}}(t)|n(t)\rangle ,} qui permet donc de calculer toutes les quantités physiques, ce qui correspond à la représentation de Schrödinger. Mais puisque {\displaystyle {\hat {V}}(t)} est à comprendre comme une petite perturbation, il convient alors de se placer dans la représentation d'interaction, {\displaystyle \left|{\hat {n}}(t)\right\rangle ,} au premier ordre non trivial. L'évolution du système dans cette représentation est donnée par {\displaystyle |n(t)\rangle =e^{-i{\hat {H}}_{0}t}\left|{\hat {n}}(t)\right\rangle =e^{-i{\hat {H}}_{0}t}{\hat {U}}(t,t_{0})\left|{\hat {n}}(t_{0})\right\rangle ,} où on a par définition : {\displaystyle \left|{\hat {n}}(t_{0})\right\rangle =e^{i{\hat {H}}_{0}t_{0}}|n(t_{0})\rangle }
Au premier ordre en {\displaystyle {\hat {V}}(t)}, il vient {\displaystyle {\hat {U}}(t,t_{0})=1-i\int _{t_{0}}^{t}dt'{\hat {V}}{\mathord {\left(t'\right)}}}. On obtient donc la valeur moyenne de {\displaystyle {\hat {A}}(t)} au premier ordre en la perturbation.
{\displaystyle {\begin{aligned}\left\langle {\hat {A}}(t)\right\rangle &=\left\langle {\hat {A}}\right\rangle _{0}-i\int _{t_{0}}^{t}dt'{1 \over Z_{0}}\sum _{n}e^{-\beta E_{n}}\left\langle n(t_{0})\left|{\hat {A}}(t){\hat {V}}{\mathord {\left(t'\right)}}-{\hat {V}}{\mathord {\left(t'\right)}}{\hat {A}}(t)\right|n(t_{0})\right\rangle \\&=\left\langle {\hat {A}}\right\rangle _{0}-i\int _{t_{0}}^{t}dt'\left\langle \left[{\hat {A}}(t),{\hat {V}}{\mathord {\left(t'\right)}}\right]\right\rangle _{0}\end{aligned}}}
Les crochets {\displaystyle \langle \rangle _{0}} signifient que la valeur moyenne est prise à l'équilibre par rapport à l'hamiltonien {\displaystyle H_{0}}, c'est-à-dire en l'absence de perturbation. Ainsi, bien que le résultat soit calculé au premier ordre en la perturbation, les états propres ne sont évalués qu'à l'ordre zéro, ce qui est généralement le cas en théorie de la perturbation, et ce qui permet d'éviter toutes les complications dues aux termes pris en {\displaystyle t>t_{0}}.
L'expression ci-dessus est vraie pour n'importe quel opérateur {\displaystyle A} (voir aussi la seconde quantification).